# Memecylon hainanense
Memecylon hainanense là một loài thực vật có hoa trong họ Mua. Loài này được Merr. & Chun mô tả khoa học đầu tiên năm 1934.